# Борухович, Владимир Григорьевич
Влади́мир Григо́рьевич Борухо́вич (16 декабря 1920, с. Городок (ныне Ильинецкого района, Винницкой области, Украины) — 22 сентября 2007, Саратов) — советский и российский историк античности, филолог-классик, переводчик древних авторов, педагог, доктор исторических наук (1967), профессор Саратовского университета.

## Биография
Родился в многодетной семье ремесленника-кустаря. В 1929 году вместе с родителями переехал в Ленинград. Работал шлифовщиком на заводе «Прогресс». Одновременно учился в вечерней школе рабочей молодёжи. В 1938 году поступил на исторический факультет Ленинградского университета, где изучал историю античного мира и классические языки.
Участник Великой Отечественной войны с 1941 года. Участвовал в обороне Ленинграда, а затем с боями прошёл от Ленинграда до Вены, дослужился до должности начальника радиостанции 152-й танковой бригады (1-й Украинский фронт). Дважды горел в подбитом танке, награждён боевыми наградами: медалью «За Отвагу», двумя медалями «За боевые Заслуги», медалью «За оборону Ленинграда», медалью «За победу над Германией в Великой Отечественной войне 1941—1945 гг.» (см. основное фото статьи).
После демобилизации вернулся на учёбу в университет. Обучался сразу на двух факультетах: историческом (по кафедре истории древней Греции и Рима) и филологическом (по кафедре классической филологии). Его учителями были выдающиеся советские учёные: академик И. И. Толстой, профессора С. И. Ковалёв, особенно С. Я. Лурье и др.
После окончания университета в 1947 году поступил в аспирантуру по кафедре истории древней Греции и Рима (науч. руководитель С. И. Ковалёв).
В 1950 году защитил кандидатскую диссертацию «Исократ и Феопомп как представители промакедонской публицистики». В 1967 году защитил в Ленинградском университете докторскую диссертацию «Греки в Египте (с древнейших времен до Александра Македонского)».
Преподавал в Мурманском педагогическом институте (1950—1954), Горьковском университете (1954—1969), затем возглавлял кафедру истории Древнего мира Саратовского университета (по 1991).

## Научная деятельность
Диапазон научных занятий В. Г. Боруховича: греки в Египте, архаическая и классическая Греция, античная письменная традиция, греческая и римская литература.
Автор ряда книг по греческой и римской истории, а также переводов источников (Исократ, Демосфен, Псевдо-Аполлодор и др.), множества статей, опубликованных в «Вестнике древней истории», «Acta Antiqua Academiae Scientiarum Hungaricae», «Zeitschrift für Papyrologie und Epigraphik» и др.).
Им опубликовано 7 монографий, более 70 статей, 17 переводов древних авторов, отредактировано 12 сборников документов и научных статей.

## Основные работы
- Монографии и главы в коллективных монографиях:
  - Введение в историю Греции: Методическое пособие по курсу «Введение в специальность». Саратов: Изд-во СГУ. 1979.
  - В мире античных свитков. Саратов: Изд-во СГУ. 1976.
  - История древнегреческой литературы. Классический период. [Учебное пособие для гос. университетов и пед. институтов СССР]. М.: Высшая школа. 1962.
  - История древнегреческой литературы. [Учеб. пособие для гос. университетов]. 2-е изд., испр. и доп. Саратов: Изд-во СГУ. 1982.
  - Свободомыслие античности — пролог атеизма нового времени // История свободомыслия и атеизма в Европе / Под. ред. Н. П. Соколова. М.: Мысль. 1966.
  - Квинт Гораций Флакк: поэзия и время. Саратов: Изд-во СГУ. 1993.
  - Очерки по истории древнегреческой литературы классического периода. (Эпос, лирика, драма). Горький. 1957.
  - Свободомыслие и атеизм в древности. Античное свободомыслие и атеизм (в соавт. с Э. Д. Фроловым) // Свободомыслие и атеизм в древности, средние века и в эпоху возрождения / Под. ред. А. Д. Сухова. М.: Мысль. 1986.
  - Гибель свободной Греции // Лурье С. Я. История Древней Греции. Л.: Изд-во ЛГУ. 1993.
  - Вечное искусство Эллады, 2002.